# Église San Giuseppe alla Lungara
L'église de San Giuseppe alla Lungara (italien: Chiesa San Giuseppe alla Lungara ) est une église paroissiale catholique située à Rome dans le rione Trastevere et donnant via della Lungara.

## Histoire
L'église San Giuseppe alla Lungara fut érigée en 1734 pendant le pontificat de Clément XIII d'après un projet de Ludovico Rusconi Sassi. Elle bénéficia de diverses restaurations au cours du XIXe siècle et en particulier la reconstruction de la coupole (1872), qui s'était effondrée.
La façade de l'église est à deux ordres. L'intérieur est à plan octogonal. Sur le maître-autel trône une peinture de Mariano Rossi Il sogno di san Giuseppe (« Le Songe de saint Joseph »). Sur les parois latérales du petit chœur, on trouve deux peintures à l'huile sur toile à l'intérieur d'un simple encadrement en marbre également de Mariano Rossi. Celui de gauche représente l'Adoration des rois mages et celui de droite Le Massacre des Innocents. Un buste en marbre de Clément XI se trouve dans la sacristie et sur le plafond on peut voir une peinture toujours de Mariano Rossi, Le Triomphe de l'Église (1768).
Un couvent est annexé à l'église. Il est confié en 1732 à la congrégation des Pii Operai (« ouvriers pieux ») et a été reconstruit dans les années 1760-1764 par Giovanni Francesco Fiori. Il possède une façade riche d'éléments décoratifs. Au-dessus du portail d'entrée, on peut lire l'inscription suivante: « D.O.M. Domum hanc Piorum Operariorum Clementis PP. XIII pietas a fundamentis erexit anno MDCCLXIII ». C'est aujourd'hui le siège de la procure générale de la congrégation.

## Sources
- (it) Cet article est partiellement ou en totalité issu de l’article de Wikipédia en italien intitulé « Chiesa di San Giuseppe alla Lungara » (voir la liste des auteurs).